# Sanctuaire shinto
Pour les articles homonymes, voir Jinja.

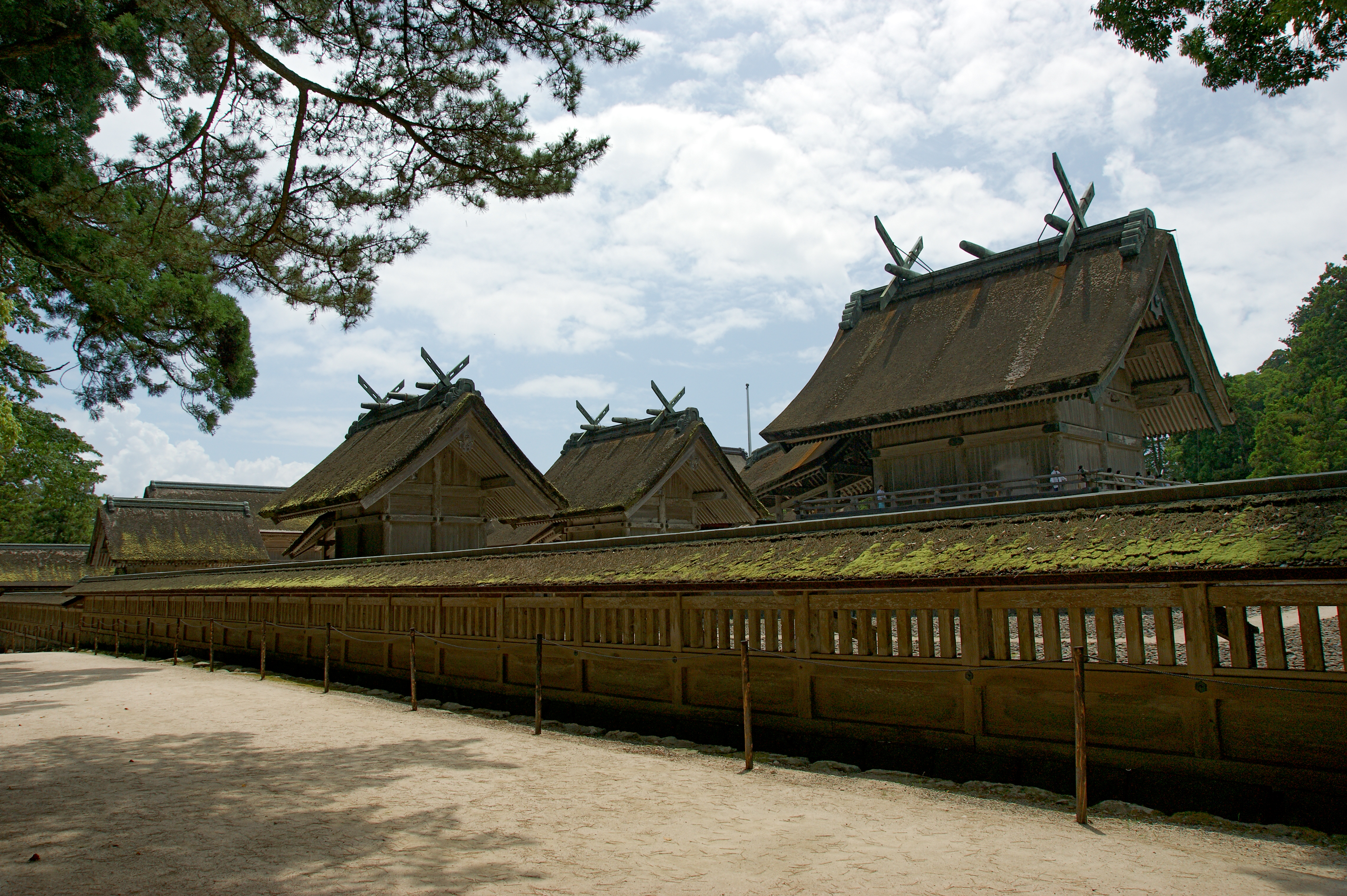
Le sanctuaire Izumo Taisha est le plus vieux sanctuaire shintoïste.

Les sanctuaires shinto, appelés le plus souvent jinja (神社) en japonais, sont des lieux de culte du shintoïsme, où l'on vénère un kami. On parle parfois aussi de jingū (神宮), ou simplement miya (宮, aussi lu gū), voire de taisha (大社, littéralement « grand sanctuaire »).

## Description

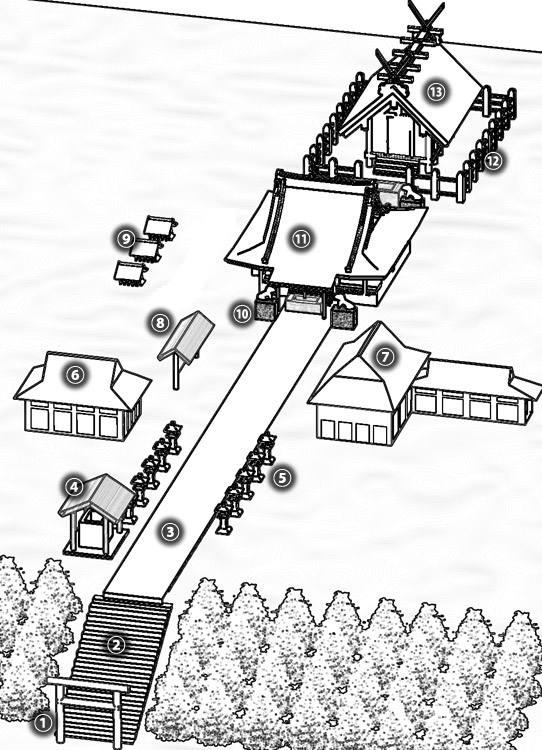
Plan d'un sanctuaire.

À l'entrée d'un sanctuaire se trouve un portail généralement rouge appelé torii (鳥居, 1 sur le plan), séparant l'enceinte sacrée de l'environnement profane. Après un possible escalier de pierre (石段, ishidan, 2), on accède à l'intérieur du sanctuaire, via l'allée, sandō en japonais (参道, 3), bordée de lanternes appelées tōrō (灯籠, 5). Le long de l'allée se trouve généralement le chōzuya (手水舎, 4), bassin couvert où les fidèles peuvent se purifier. On accède ensuite aux différents bâtiments du sanctuaire, sans toutefois y pénétrer : on trouve d'abord l'éventuel kagura-den (神楽殿, palais de la danse rituelle kagura, 6), le shamusho (社務所, bureau du temple, 7) où l'on peut acheter des cartes ou plaques votives, des amulettes et autres divinations, l'emakake (絵馬掛け, où sont pendues les plaques votives, 8), et parfois le setsumatsusha (摂末社, sanctuaire auxiliaire/subordonné, 9).
En fin d'allée, on accède aux principaux bâtiments devant lesquels se trouvent des statues de koma-inu (狛犬, littéralement « chien de Koguryŏ », 10), comme parfois dans un temple bouddhiste. On accède alors au haiden (拝殿, bâtiment de culte, 11), situé devant le honden (本殿, bâtiment principal, appelé aussi shinden, 13) qui est entouré d'une tamagaki (玉垣, clôture sacrée, 12). Il peut également y avoir un heiden (幣殿, bâtiment d'offrandes), souvent intégré à l'un des deux bâtiments.
On trouve à l'intérieur du sanctuaire les symboles shinto classiques : shimenawa (注連縄, corde en paille de riz) et gohei (御幣, double shide, bande de papier pliée en zigzag), utilisés pour marquer la présence d'un kami.
Le sanctuaire est gardé par les prêtres, appelés kannushi (神主) ou shinshoku (神職), et par leurs assistantes, les miko (巫女). Le prêtre en chef est appelé guji (宮司).
Au Japon, le nombre de sanctuaires est estimé à 100 000, alors que le gouvernement japonais comptabilisait 81 000 sanctuaires ayant une personnalité juridique en 2005.

## Usages

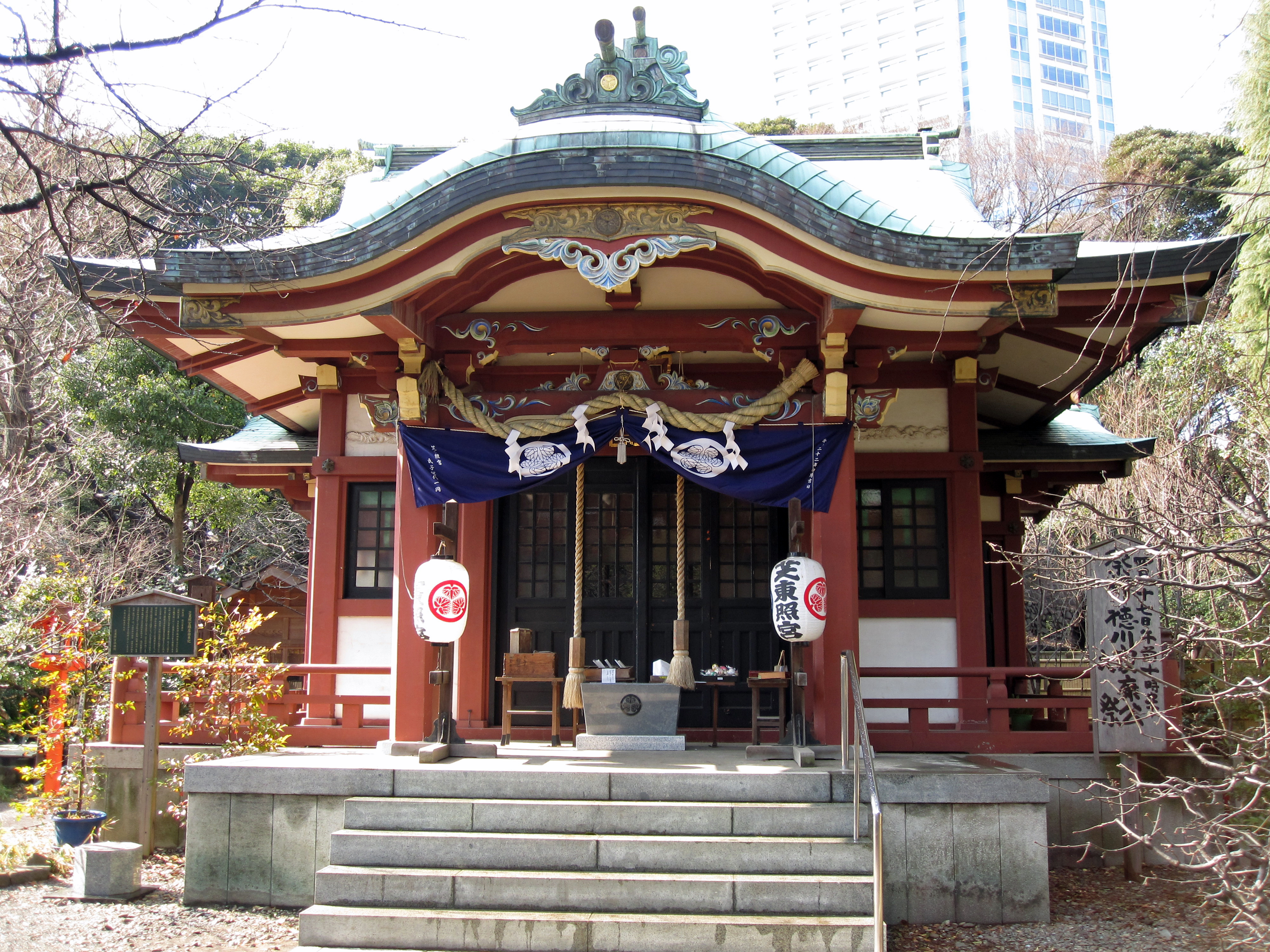
Sanctuaire shinto de Shiba Tōshō-gū, préfecture de Minato-ku (Tokyo).

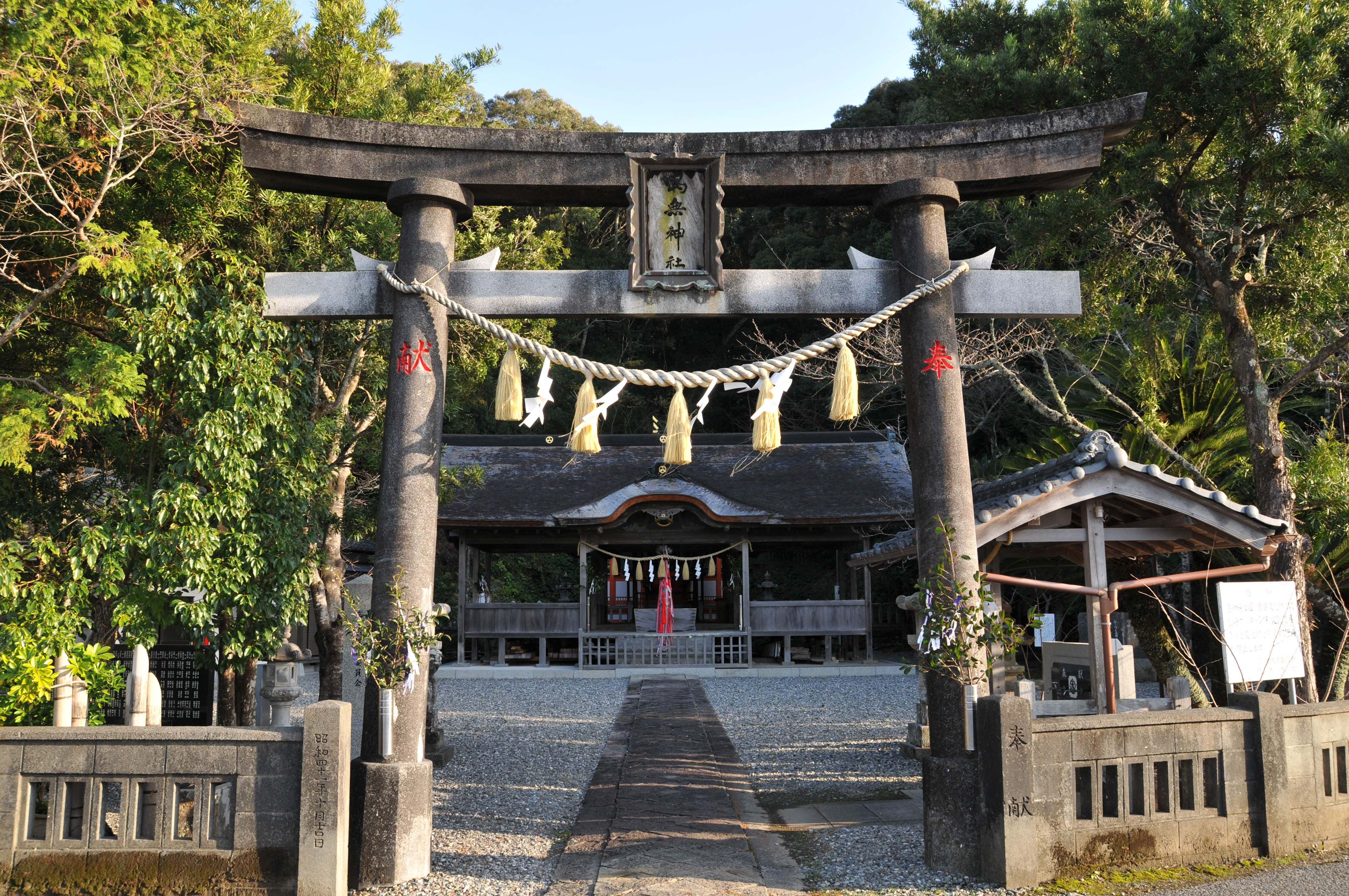
Sanctuaire shinto d'Otonashi, préfecture de Kōchi.

Il est possible de s'incliner dès l'entrée du sanctuaire, devant le torii. Il est d'usage ensuite de se purifier au chōzuya en se lavant les mains et en se rinçant la bouche à l'aide d'une louche appelée hishaku (柄杓). Cette purification, nommée o-harai (お祓い), vise à se présenter devant le kami exempt de toute souillure (汚れ, kegare) ou plus généralement de tsumi, péchés. C'est une version simplifiée du misogi.
Il est accoutumé de faire un vœu à l'entrée du haiden ou du honden après avoir fait sonner le suzu (鈴), sorte de clochette géante, et fait offrande d'une pièce dans le saisen bako (賽銭箱, littéralement « boîte à offrandes »). Il s'agit généralement d'une pièce de cinq yens (5円, goen), qui se prononce comme le mot « destin » formulé avec respect (ご縁, goen). Le vœu s’exécute lors d'une succession de gestes appelée nirei-nihakushu-ichirei (二礼二拍手一礼), puisqu'il s'agit littéralement de « s'incliner deux fois, frapper dans ses mains deux fois, s'incliner une fois ». C'est après avoir frappé dans ses mains que l'on fait son vœu, en gardant les mains collées dans une position appelée gasshō (合掌), et l'on s'incline donc de nouveau, mains décollées.
On se rend ensuite au shamusho pour y déposer des demandes de prières rituelles (祈祷, kitō). On peut y acheter des ema (絵馬), plaques votives en bois, des nōsatsu (納札), cartes votives en papier, des o-mikuji (お神籤), divinations écrites sur des bandes de papier que l'on achète sur place (au hasard), et que l'on peut attacher ensuite dans le sanctuaire pour conjurer le mauvais sort, des hamaya (破魔矢, littéralement « flèche qui détruit les démons »), talismans que l'on place dans la maison pour écarter les esprits malfaisants, ainsi que des amulettes (お守り, o-mamori). Il existe deux types d'amulette : les shinsatsu (神札), grandes en papier, en bois ou en métal pour le kamidana, l'autel familial de la maison, et les mamori fuda (守札), petites à porter sur soi. On peut de nouveau s'incliner devant le torii, face au sanctuaire, en partant.
Il s'y déroule annuellement des fêtes appelées matsuri (祭り), pendant lesquelles sont parfois organisées des processions de mikoshi (神輿), et où l'on joue de la musique shintoïste.

## Kamis populaires
Les kamis les plus populaires, donnant souvent leur nom aux sanctuaires qui leur sont dédiés sont :
- Aso
- Ebisu
- Hachiman, on parle alors généralement de Hachiman-gū
- Inari
- Ko-no-Hana, vénéré dans les sanctuaires Asama (ou Sengen)
- Kumano, ou Kumano Gongen
- Munakata, sœur d'Amaterasu
- Susanoo, dieu des tempêtes, fils d'Izanami et Izanagi, frère d'Amaterasu la déesse du soleil. La région d'Izumo abrite de nombreux sanctuaires qui lui sont dédiés, notamment celui de Yaegaki.
- Suwa
- Tenjin, vénéré dans des Tenman-gū
- Tokugawa Ieyasu, fondateur du shôgunat au Japon, on parle alors de Tōshō-gū.